# Bystrowycia
Bystrowycia (ukr. Бистровиця; do 1964 roku Bożów) – wieś na Ukrainie w rejonie łuckim obwodu wołyńskiego.
Do 2020 w rejonie horochowskim. 

## Historia
W II Rzeczypospolitej wieś Bożów należała do gminy wiejskiej Skobełka w powiecie horochowskim, w województwie wołyńskim.